# Stourne luisant
Aplonis metallica
Espèce
Statut de conservation UICN

 LC  : Préoccupation mineure
Le Stourne luisant (Aplonis metallica) est une espèce de passereaux de la famille des Sturnidae.

## Description
L'adulte a les yeux rouges brillants, une longue queue et un plumage noir satiné de vert. Les immatures ont le dessous pâle avec des stries sombres.

## Répartition
Il est originaire de Nouvelle-Guinée, des îles voisines et saisonnièrement d'une zone limitée du nord-est de l'Australie. Ces oiseaux migrent au mois d'août vers les régions du nord du Queensland, où ils s'accouplent. Ils construisent de grands nids globuleux sommaires qui pendent de grands arbres. Ils restent en Australie jusqu'en avril après quoi ils retournent en Nouvelle-Guinée.

## Galerie

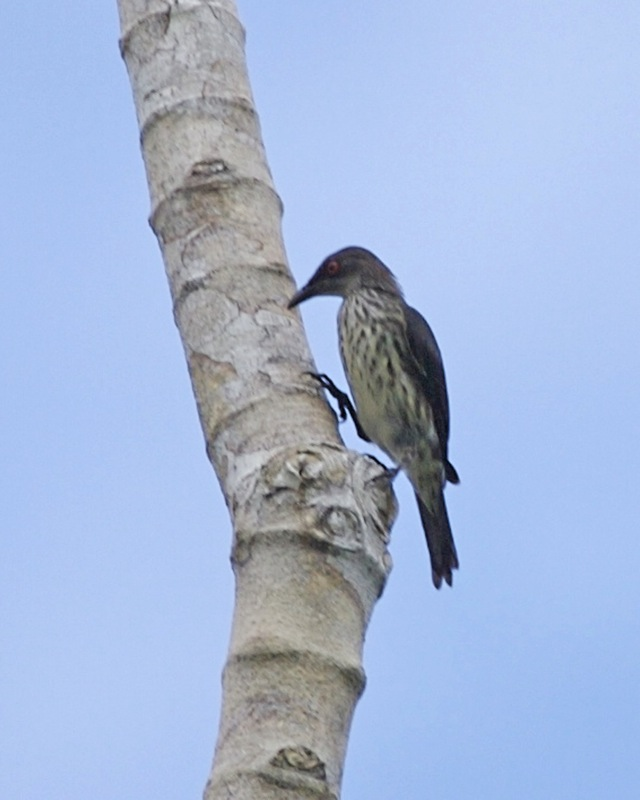
Juvénile.